# Martha Argerich
Martha Argerich  (Buenos Aires, Argentina, 5. lipnja 1941.) argentinska je pijanistica. Smatraju je jednom od najvećih pijanistica svih vremena.

## Nagrade
- Međunarodno pijanističko natjecanje Frédéric Chopin 1965. godine: Prva nagrada
- Francuska Legija časti 2023. godine[3]